# Лоллар
Лоллар (нім. Lollar) — місто в Німеччині, знаходиться в землі Гессен. Підпорядковується адміністративному округу Гіссен. Входить до складу району Гіссен.
Площа — 21,90 км2. Населення становить 10 399 ос. (станом на 31 грудня 2020).